# 馬丘科查湖
15°03′24″S 72°06′51″W / 15.05667°S 72.11417°W
馬丘科查湖（Machucocha），是秘魯的湖泊，位於該國南部阿雷基帕大區的卡斯蒂利亞省，處於瓦赫拉維里山東南面和皮柳內山西北面，長6.77公里、寬1.89公里，海拔高度4,659米。